# Синельников Валерій Володимирович
Валерій Володимирович Синельников (нар. 21 листопада 1966) — російський письменник родом з України. Автор книг з «поліпшення» якості життя". Творець «Школи Здоров'я і Радості доктора Синельникова», загальноосвітньої початкової школи для дітей «Аз 'Буки Веді».

## Біографія
Народився 21 листопада 1966 на Далекому Сході в родині офіцера ракетних військ і вчительки. Навчався у фізико-математичній школі у м. Сімферополі, закінчив Кримський державний медичний університет. По закінченні університету пройшов навчання в Росії з гомеопатії та психотерапії.
Перша книга В. В. Синельникова «Возлюби хворобу свою» (1999).
Одружений, четверо дітей. Проживає в Сімферополі (Крим, Україна).
Є прихильником «руського міра», та пропагує «велич росіі» у власних книгах.  підтримує та виправдовує анексію Крима.

## Ідеї
Вихідним положенням теорії Синельникова є необхідність для здорового людського організму перебувати в стані динамічної рівноваги з навколишнім середовищем (гомеостазу). Особливість в тому, що Синельников наділяє навколишнє середовище властивістю свідомості, тобто одушевляє її. Згідно з В. Синельниковим, ця свідомість тотожна поняттю фізичного вакууму і функціонує відповідно до «законів Всесвіту». Інакше кажучи, рівновагу людини з природою має існувати не тільки на фізіологічному, але і на психічному рівні. При цьому доктор Синельников віддає пріоритет свідомості над матерією.
Зі вселенською свідомістю тісно пов'язана людська підсвідомість, як частина з цілим. Завдяки цьому підсвідомість людини має повну інформацію про Всесвіт. А от свідомість людини отримує вже неточну картину навколишнього середовища, тому що свідоме сприйняття спотворюється підсвідомими фільтрами. У ситуації, коли під впливом неправильного сприйняття світу людина своїми думками або поведінкою порушує «закони Всесвіту», підсвідомість сигналізує про це свідомому розуму, викликаючи хворобу.
Таким чином, головним засобом у попередженні хвороб Синельников бачить приведення світогляду людини у відповідність до «законів Всесвіту», найважливішим з яких називає «закон чистоти помислів». Найчастіше як порушення «законів Всесвіту» автор вказує наявність у людини моделі свідомості «Тиран — Жертва», що породжується агресією щодо навколишнього світу, яка в свою чергу викликається відчуттям обмеженості ресурсів Всесвіту. Сам же Синельников пропагує ідею достатку навколишнього світу. На основі цієї ідеї він розробив пропоновану ним бажану модель світогляду «Хазяїн (Чарівник)». А для виявлення причин конкретної хвороби та її лікування Синельников пропонує метод занурення і підсвідомого програмування.
Подальший розвиток доктрини В. Синельникова пішов шляхом вивчення етики, а також питань соціальної філософії, де він симпатизує концепції Володимира Мегре.
У книзі «Таємнича сила слова. Формула любові. Як слова впливають на наше життя». Синельников звертається до лінгвістичних ідеям адмірала А. С. Шишкова, Платона Лукашевича, Олександра Драгункіна, Миколи Вашкевича.
В останніх книгах автор пропагує ідеї рідновірства .

## Діяльність
Синельников створив організацію «Школа здоров'я і радості», існуючу у формі благодійного фонду і має філії в декількох містах Росії, України та інших країн. Також у багатьох містах відкриті Клуби друзів доктора Синельникова, які не мають прямого підпорядкування автору, але побудовані відповідно до його рекомендацій. Розвивається дитяча суспільно-освітня школа «Аз Буки Веді» у м. Сімферополі (Україна).